# Oxypoda lacustris
Oxypoda lacustris är en skalbaggsart som beskrevs av Thomas Casey 1906. Oxypoda lacustris ingår i släktet Oxypoda och familjen kortvingar. Inga underarter finns listade i Catalogue of Life.